# Gustawów
Gustawów [pronunciación en polaco: /ɡusˈtavuf/] es un pueblo ubicado en el distrito administrativo de Gmina Rzeczyca, dentro del condado de Tomaszów Mazowiecki, Voivodato de Łódź, en el centro de Polonia. Se encuentra a unos 6 kilómetros al noreste de Rzeczyca, a 27 kilómetros al noreste de Tomaszów Mazowiecki, y a 64 kilómetros al este de la capital regional Łódź.